# Mrówkodławik szuwarowy
Mrówkodławik szuwarowy (Formicivora acutirostris paludicola) – podgatunek mrówkodławika bagiennego, małego ptaka z podrodziny chronek w rodzinie chronkowatych (Thamnophilidae). Występuje endemicznie w stanie São Paulo (południowo-wschodnia Brazylia). Krytycznie zagrożony wyginięciem. Opisany po raz pierwszy w roku 2013 jako odrębny gatunek i przez niektóre autorytety nadal tak klasyfikowany.

## Odkrycie
Takson opisany po raz pierwszy w roku 2013. W trakcie prac terenowych na bagnie w rejonie Mogi das Cruzes, 625 m n.p.m. zaobserwowano samicę i młodego samca pozornie podobnego do mrówkodławika bagiennego (Formicivora acutirostris). Uznając osobniki za należące do potencjalnie nowego gatunku, D.R.C. Buzzetti powrócił nazajutrz, 7 października 2004, na bagna i zebrał dorosłego samca z czarnym spodem ciała – takowy u mrówkodławika bagiennego nie występuje. Kolejna obserwacja miała miejsce, gdy L.F. Silveira – świadomy odkrycia nowego przedstawiciela Formicivora – udał się do Biritiba Mirim w lutym 2005 roku, gdzie odkrył populację nowego gatunku. Obszar został jednak zalany wskutek wybudowania tamy (Barragem do Paraitinga 2). Silveira zaangażował B.L. Reinerta w prace terenowe nad nowym gatunkiem. Liczebność, potencjalnie mogąca ulec zmianie w wyniku zalania, oszacowano na około 100 osobników. Zaangażowane zostały inne osoby – M.R. Bonschein i R. Belmonte-Lopes – wskutek czego powstała grupa badająca właśnie ten gatunek. Po zebraniu i zbadaniu pierwszych okazów stwierdzono, że są to ptaki należące do nowego gatunku.

## Taksonomia
Holotyp stanowi dorosły samiec o w pełni skostniałej czaszce, zebrany 7 października 2004 w rejonie Mogi das Cruzes, São Paulo. Przekazany został do Muzeum Zoologii Universidade de São Paulo i oznaczony numerem 78787. Zebrano łącznie 13 okazów – 9 samców i 4 samice. Prawdopodobnie okaz tego gatunku pozyskano już w 1945 roku, został on jednak znacznie uszkodzony postrzałem, przez co nie mógł być zbadany. Żaden z późniejszych autorów odnoszących się do owego pozyskanego w Salesópolis okazu, nie odnotował jednak jego odmienności względem mrówkodławika rdzawogrzbietego (Formicivora rufa), do którego został przypisany.
Odrębność gatunku, według autorów pierwszego opisu, potwierdza zarówno morfologia, jak i sekwencje mitochondrialnego DNA. Miałby to być gatunek siostrzany wobec mrówkodławika bagiennego (Formicivora acutirostris), niekiedy wydzielanego do monotypowego rodzaju Stymphalornis. W 2016 South American Classification Committee nie uznało tego taksonu za odrębny gatunek i zaleca traktowanie go jako podgatunek F. acutirostris. Tak też klasyfikują go obecnie autorzy Kompletnej listy ptaków świata czy Międzynarodowy Komitet Ornitologiczny (IOC). Z kolei na liście ptaków świata opracowywanej we współpracy BirdLife International z autorami Handbook of the Birds of the World (9. wersja online: październik 2024) takson ten nadal klasyfikowany jest jako gatunek.

## Morfologia
Występuje wyraźny dymorfizm płciowy. U samca wierzch głowy, ciała i górna część pokryw nadogonowych ciemne, szarawobrązowe. Czoło szare, kantarek czarny. Występuje cienka biała brew. Pokrywy uszne, gardło i spód ciała czarne. Nogawice, pokrywy podogonowe i sterówki czarne, 5. i 4. para sterówek posiada na końcu białą plamkę. Pokrywy małe 2. rzędu białe, pozostałe czarne z białymi plamkami, z wyjątkiem dwóch pokryw dużych, które cechuje ciemna, szarobrązowa barwa. Pokrywy podskrzydłowe białe z czarnymi plamkami. Lotki I i II rzędu brązowe, bardzo ciemne z białą chorągiewką wewnętrzną. Lotki III rzędu znakuje ciemny szarobrązowy pas na chorągiewce zewnętrznej. Nogi i stopy niebieskawoszare, pazury szare, dziób czarny. Tęczówka brązowa. U samców, biorąc pod uwagę paratypy, nie występuje duża zmienność upierzenia i dotyczy ona głównie ilości bieli na końcach sterówek. Wymiary holotypu: długość ciała 147 mm, widoczna górna krawędź dzioba 13,7 mm, długość dzioba 11,4 mm, szerokość dzioba 3,5 mm, długość skrzydła 49,7 mm, ogon 64,3 mm, skok 21,1 mm, masa ciała 8,9 g.
U samicy (pierwszy paratyp) wierzch głowy i ciała, kuper i górna część pokryw nadogonowych ciemne, szarobrązowe. Czoło i kantarek szare. Podobnie jak u samca, obecna cienka biała brew. Pokrywy uszne szare. Na gardle i spodzie ciała obecne czarne plamki. Nogawice czarne z białymi zakończeniami piór. Pokrywy podogonowe jak i sterówki czarne, z 4. i 5. parą z białą plamką na końcu. Małe pokrywy skrzydłowe szare, średnie i duże czarne z białymi plamkami na końcu, z wyjątkiem wewnętrznych chorągiewek dwóch pokryw dużych, które przybierają barwę ciemnoszarobrązową. Pokrywy podskrzydłowe białe. Lotki I i II rzędu bardzo ciemne, brązowe, z białą wewnętrzną chorągiewką. Lotki III rzędu z ciemnym szarobrązowym pasem na chorągiewce zewnętrznej. Tęczówka, dziób, nogi i stopy jak u samca. Pozostałe zbadane samice różniły się intensywnością plamkowania oraz – podobnie jak samce – wielkością plam na sterówkach.

### Wymiary
Wymiary – podane w mm, jeśli nie zaznaczono inaczej – przedstawia poniższa tabela. Dane będące przedziałem podano, gdy zmierzono co najmniej 3 osobniki. Długość dzioba podano od bliższego ciału krańca nozdrzy po końcówkę dzioba. Długość skrzydła podano od zgięcia do końca lotek przy złożonym skrzydle (wing chord).
|                         | F. a. paludicola samiec | F. a. acutirostris samiec | F. a. paludicola samica | F. a. acutirostris samica |
| ----------------------- | ----------------------- | ------------------------- | ----------------------- | ------------------------- |
| całkowita długość ciała | 145–153                 | 143–152                   | 139–143                 | 146; 149                  |
| długość dzioba          | 9,9–11,4                | 11,4–12,4                 | 10–11                   | 11–12,2                   |
| szerokość dzioba        | 3,3–3,7                 | 3,7–3,9                   | 3,5–3,6                 | 3,4–3,9                   |
| długość skrzydła        | 48,4–51,2               | 49,2–51,1                 | 48–50,4                 | 48,1–52,7                 |
| długość ogona           | 57,9–64,3               | 58,2–63                   | 55,7–61,3               | 59–60,4                   |
| długość skoku           | 19,8–21,4               | 20,3–21,7                 | 18,9–20,5               | 19,3–21,7                 |
| masa ciała (g)          | 8,5–11                  | 9,5–10,9                  | 8–9,6                   | 9–10,2                    |

## Zasięg występowania
Mrówkodławik szuwarowy znany jest (na rok 2013) z 15 lokalizacji w obszarze Biritiba Mirim, Mogi das Cruzes, Salesópolis, Santa Isabel oraz São José dos Campos, co czyni go endemitem stanu São Paulo w południowo-wschodniej Brazylii. Siedliska te mieszczą się nieopodal źródeł rzek Tietê oraz Paraíba do Sul. Gatunek odnotowywano od 600 do 760 m n.p.m. Od momentu odkrycia przeszukano koło 50 innych bagiennych lokalizacji do 900 m n.p.m., mieszczących się na południe od tych już znanych, jednak nie odnaleziono innych miejsc występowania. 

## Środowisko
Pierwszej obserwacji i nagrania głosu gatunku dokonano, gdy ptak przebywał na mokradle zdominowanym przez pałki Typha domingensis i oczerety Schoenoplectus californicus. Dalsze osobniki pozyskano jedynie z obszarów także porośniętych przez te dwa gatunki, gdzie ich wysokość wynosiła 0,6–2,5 m. Prócz wymienionych, występowały także inne gatunki z rodziny ciborowatych (Cyperaceae) – np. Rhynchospora globosa i inni przedstawiciele Rhynchospora – a także wiechlinowatych (Poaceae), jak gatunki z rodzaju Briza. Odnotowano także krzewy, przykładowo Eupatorium, Baccharis semiserrata (także inne z rodzaju Baccharis; astrowate), Tibouchina gracilis i Tibouchina ursina (zaczerniowate), Siphocampilus verticillatus (dzwonkowate), Leucothoe (wrzosowate), Rapanea parvifolia (borowicowate) oraz Eupatorium bupleurifolium (astrowate). Występują także trawy, np. z rodzajów Eriochrysis i Panicum, oraz paprocie.

## Behawior
Mrówkodławik szuwarowy obserwowany był w parach lub grupach rodzinnych liczących 4 osobniki. Porusza się krótkimi lotami skokami w niższej warstwie roślinności. Nie opuszcza obszarów bagnistych. Lot ciężki, przemierza w ten sposób najwyżej 25 m w linii prostej. Większość czasu przeznacza na żerowanie, na przykład na komarach, modliszkach i gąsienicach. Pieśń stanowią gwałtowne, lecz powtarzane w równych odstępach dźwięki składające się z dwóch nut. Dana fraza trwa 0,240–0,338 s, zaś ilość fraz w pieśni jest zmienna i zależy od stopnia zaangażowania ptaka w pieśń.

## Status
IUCN od 2016 roku uznaje mrówkodławika szuwarowego za gatunek krytycznie zagrożony (CR, Critically Endangered). Liczebność populacji szacuje się na 150–700 dorosłych osobników. Trend liczebności populacji nie jest znany.